# 래시 컴 홈 (2020년 영화)
《래시 컴 홈》(독일어: Lassie: Eine Abenteurliche Reise)은 2020년 제작된 독일의 모험 드라마 가족 영화이다. 에릭 나이트의 소설 Lassie Come Home을 원작으로 한 영화이다.

## 출연

### 주연
- 세바스찬 베젤 : 안드레아스 마우러 역
- 안나 마리아 뮈헤 : 산드라 마우러 역
- 니코 마리츠카 : 플로리안 마우러 역

### 조연
- 벨라 배딩 : 프리실라 폰 슈프렝겔 역
- 유스투스 본 도나니 : 게르하르트 역
- 마티아스 하비흐 : 그라프 폰 슈프렝겔 역
- 요한 폰 뷜로 : 세바스티안 폰 슈프렝겔 역
- 야나 팔라스케 : 프랑카 역
- 크리스토프 레트코브스키 : 힌츠 역

## 수상
- 2020년 제24회 부천국제판타스틱영화제 후보 패밀리존